# Hohenlohe járás
Hohenlohe járás egy járás Baden-Württembergben. Hohenlohe járás Main-Tauber, Schwäbisch Hall, Heilbronn és Neckar-Odenwald járásokkal határos. Lakosainak száma 110 181 fő (2015. december 31.).

## Népesség
A járás népessége az elmúlt években az alábbi módon változott:

| 2015 | 110 181 |